# أعمال شغب كشمير (2016-2017)
تجددت أحداث شغبٍ في كشميرعام 2016 والتي تعرف أيضاً بأعقاب حادثة برهان حيث تصاعدت عدة هجمات عنيفة في المدينة التي يقطنها الغالبية المسلمة، وادي كشمير، في ولاية جامو وكشمير في الهند. بدأت الأحداث بسبب مقتل برهان واني، قائد عسكريّ في قاعدة كشمير من حزب المجاهدين، على يد قوات الأمن الهندية في الثامن من حزيران لعام 2016. وعلى إثر مقتله، بدأت المعارضة للنظام الهندي في عشرة مقاطعات في وادي كشمير. فرض المعارضون حظراً للتجول بقيامهم بعدة هجمات ضد القوات الأمنية والممتلكات العامة.
فُرض منع التجول في جميع المقاطعات العشرة من وادي كشمير في 15 يوليو، وزُودت خدمات متنقلة من الحكومة. وبقيت كشمير في الحظر التجوالي المتواصل لمدة 53 يوماً والذي تم رفعه من جميع المناطق في 31 أغسطس، ومع ذلك فُرض مجدداً في بعض المناطق في اليوم التالي. استخدمت شرطة جامو وكشمير والقوات الهندية شبه المسلحة البندقيات والغاز المسيل للدموع والرصاص المطاط إضافةً إلى بندقيات الاقتحام، والتي تسببت بسقوط 85 مدنياً، وجرح أكثر من 13000. قُتل اثنين من أفراد الأمن وأُصيب 4000 أثناء أحداث الشغب.

## خلفية الأحداث
في أواخر عام 2015 وبداية عام 2016، قام مراقبون في كشمير برفع تقرير حول النمو البالغ في اشتداد القتال والراديكالية لدى الشعب الكشميري. رصدت العديد من الأسباب حول هذا الميول كغياب الحوار السياسي، وغياب الفرص الاقتصادية، والإحباط جراء البطالة المفرطة، والقتال في الأماكن العامة إضافة إلى اعتداءات متكررة على حقوق الإنسان من قبل قوات الأمن.
 بالنسبة للباحث الصحفي حرز زرجار، تمثل ارتفاع الراديكالية رد فعل مشتركة حول تشكيل الهوية الوطنية في الهند المعتمد على ارتفاع نسبة الطبقة الوسطى والوطنية الهندوسية. أثر الصعود العنيف في الوطنية الهندوسية في كيفية تمثيل المسلمين الكشميرين للوضع الهندي وإعادة تشكيل هويتهم المسلمة الكشميرية. تعتبر التعددية المجتمعية في الهند والعنف بحق المسلمين حديث الشارع في كشمير.
فاز في الانتخابات الهندية العامة لعام 2014، حزب بهاراتيا جاناتا، والذي يتبع الفكر الهندوسي الوطني، بغالبية الأصوات في البيت السفلي في البرلمان الهندي. وعين ناريندرا مودي رئيساً للوزراء. وفاز حزب الشعب الديمقراطي في غالبية المقاعد لمنطقة كشمير وفاز حزب بهاراتيا بأغلب المقاعد في منطقة جمو، في انتخابات الولاية التشريعية نفسها. وبالرغم من خوض الحزبين للانتخابات كمنافسين لبعضهما إلا أنهما اجتمعا لتشكيل الحكومة الائتلاف مع مفتي محمد سيد الذي أصبح فيما بعد وزيراً تنفيذياً. وتسلمت ابنته محبوبة المفتي منصب والدها بعد وفاته عام 2016 كأول وزيرة تنفيذية في المنطقة. وأدى اجتماع الحزبين معاً إلى تقلص الفراغ السياسي. وبقصد بذلك تشكيل الحد النهائي لإبعاد الشعب.
طُلب جناح عسكري من قبل برهان واني، عضو في حزب المجاهدين، ولُقب الجناح «بالجيل العسكري الجديد». واعتبر تنظيماً إرهابياً. وسمح للشباب المحلي بالانضمام، الفئة المتعلمة منهم والطبقة الوسطى، والذين تم التوصل إليهم من خلال وسائل التواصل الاجتماعي، ولا يخشون من الكشف عن هويتهم. ححققوا شعبية واسعة بين سكان كشمير. ومثال على ذلك، حضور عشرات الآلاف من الكشميريين العزاء في وسيم مول وناصر أحمد باندت الذين قتلوا على يد قوات الأمن، وهما مساعدان لبرهان. وليس هذا فحسب، بل تم تكرار العزاء ست مرات ليسمح بالجميع بالمشاركة فيه. بعض الشباب الذين عينوا كمجاهدين مؤخراً شاركوا في الحملة الانتخابية لصالح حزب الشعب الديمقراطي في الانتخابات العامة لعام 2014.

## عملية ضد واني
اغتيل برهان واني في 8 يوليو 2016 ضم عملية مدبرة من شرطة جامو وكشمير وقوات راشتريا، فرع من الجيش الهندي. وجاءت هذه الأحداث بعد تخطيط واني لانقلاب بعد عودته من غابات ترال كان في زيارة لها أثناء احتفالات عيد الفطر السعيد، ركن واني واثنين من معاونيه في منطقة كوكرناج. وفق مسؤول أمني، حصل تبادل لإطلاق النار وتم تفجير المنزل الذي كان يقطنه الثلاثة وقتل جميعهم. ومع ذلك، أشار شهود عيان أن الثلاثة كانوا يحاولون الهرب بعد إصابتهم.
وفق ما قاله مسؤول أمني، كانت الشكوك حول مقتل واني تراود التنظيم الأمني وذلك لشعبيته الواسعة، ولكنهم كانوا ينفذون الأوامر العليا. ترك واني منزله في سن الخامسة عشر ليصبح عسكرياً وأهانته الشرطة. أغضبت العمليات العسكرية اللامتناهية في الوادي الشباب الكشميري ومن ضمنهم واني والتي بسببها أصبح اسمه لامعاً في مواقع التواصل الاجتماعي.
أوضح الصحفي فهد شاه فيما يخص مقتل واني أن كشمير دخلت في حالة من عدم الاستقرار الشامل. وفي عزاء واني، بناء على تسجيل فيديو أخذ  من قبل الجيش الهندي، قدم ما بين 12000 و 15000 شخصاً لتقديم واجب العزاء، ومن بينهم من قدم من مناطق نائية في الوادي.

## الترتيب الزمني للأحداث

### يوليو

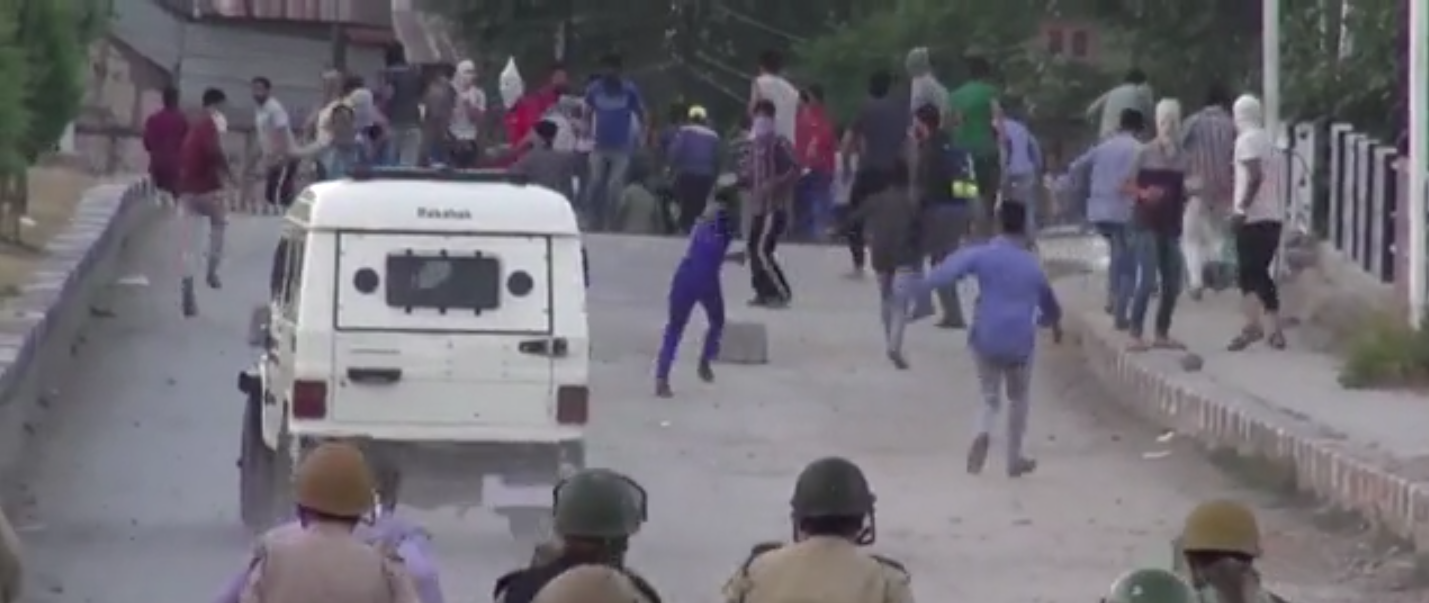
اشتباك بين الشرطة ومعارضون يلقون بالحجارة على رجال الشرطة في شارع في سريناغار.

انتفض مجموعة من المحتجين في بعض المناطق في وادي كشمير بعد انتشار خبر وفاة برهان. فُرضت قيود لمنع حظر التجول جزئياً في جنوب كشمير طوال الليل وقطع الاتصال بالانترنت في عدة مناطق. ودُعي رئيس حزب الحرية، سيد علي شاه جيلاني، ورئيس جبهة التحرير في جامو وكشمير، ياسين مالك، للاحتجاج ضد مقتل واني. دُعي جيلاني مع العديد من القادة الانفصلايين ومن ضمنهم  آسيا عندرابي ومرويز عمر فاروق إلى وقف العمل  لمدة ثلاثة أيام في كشمير احتجاحاً على مقتل واني. شُنت انتفاضات عنيفة رداً على مقتله في 9 يوليو في بعض المناطق. نفذ هجوم استهدف أكثر من 20 مركزاً للشرطة على يد متسللين إلى مراكز الشرطة بعد سرقتهم للأسلحة وإطلاقهم النار على رجال الشرطة. دُمرمكتب لحزب بهاراتيا جاناتا في كولجام. لوحظ رشق للحجارة في أنحاء من كشمير متضمنة مخيمات بعيدة في كشمير. أوقف التنقل بالقطارات والحج إلى معبد أمارناث. أجلت مراقبة حدود البلدة والتي كانت من المفترض أن تكون في 9 يوليو. وأوقفت حركة السير على الطريق السريع لكواجام وجامو. ومع نهاية اليوم، جرح أكثر من 200 شخص وقتل 11 محتجاً. وبحلول 10 يوليو، تم التأكد من مقتل أكثر من 20.
فُرض منع التجول في جميع المقاطعات العشرة من وادي كشمير في 15 يوليو، وزُودت خدمات متنقلة من الحكومة. وبقيت كشمير في الحظر التجوالي المتواصل لمدة 53 يوماً والذي تم رفعه من جميع المناطق في 31 أغسطس، ومع ذلك فُرض مجدداً في بعض المناطق في اليوم التالي. استخدمت شرطة جامو وكشمير والقوات الهندية شبه المسلحة البندقيات والغاز المسيل للدموع والرصاص المطاط إضافةً إلى بندقيات الاقتحام، والتي تسببت بسقوط 85 مدنياً، وجرح أكثر من 13000. قُتل اثنين من أفراد الأمن وأُصيب 4000 أثناء أحداث الشغب.

## وصلات خارجية
- Video:Kashmir unrest prompts new curfew, رويترز